# Robin Saunders
Robin Saunders (* 1962 im US-Bundesstaat North Carolina) ist eine amerikanisch-britische Investmentbankerin, die vor allem durch ihre berufliche Tätigkeit bei der WestLB bekannt geworden ist.
An der Florida State University studierte sie Finanzwirtschaft, dort legte sie 1984 ihr Examen ab. Sie arbeitete zunächst bei dem Bankhaus Northern Trust in Chicago, danach bei der Citibank in New York. 1990 ging sie nach London und arbeitete dort bei der Chemical Bank und wenig später bei der Deutschen Bank. 1998 wechselte sie zusammen mit ihrem Team zum Londoner Büro der WestLB, die gerade beabsichtigte, das Investmentbanking massiv auszubauen. Unter der Leitung von Saunders wurde dieses Geschäftsfeld mit der Bezeichnung Principal Finance mit hohem Mitteleinsatz gefördert. Saunders erzielt bald mehrere große Transaktionen mit namhaften Geschäftspartnern: Übernahme der Handelskette British Home Store durch den Milliardär Philip Green, Finanzierung des Formel-1-Geschäfts von Bernie Ecclestone, Umbau des Wembley-Stadions, Verkauf von Anteilen an der Telecom Italia, Beteiligung an der Gaststättenkette Pubmaster (heute Teil von Punch Taverns). Ihr Ansehen in der Finanzwelt stieg schnell, was neben dem geschäftlichen Erfolg auch in ihrem Auftreten begründet war. Ihr Jahresgehalt wurde in guten Zeiten auf 10 Mio. Pfund geschätzt.
Im Jahr 2003 wurde bekannt, dass es größere Risiken im Bereich Principal Finance der WestLB gab. Die Bundesanstalt für Finanzdienstleistungsaufsicht führte daraufhin eine Sonderuntersuchung durch. Besonders verlustreich war das 1,4 Mrd. Euro Engagement bei dem TV-Verleiher Boxclever, bei dem die Bank einen Betrag von 427 Mio. Euro abschreiben musste. Im weiteren Verlauf des Jahres 2003 mussten fünf Vorstandsmitglieder die Bank verlassen, darunter auch der Vorsitzende Jürgen Sengera. Sengera wurde wegen Untreue angeklagt. Saunders entging einem Gerichtsverfahren, indem sie ohne Anerkennung einer Rechtspflicht freiwillig 1,0 Mio. Euro „Verwaltungsgebühren“ bezahlte.
Saunders und die WestLB trennten sich im Dezember 2003. Sie gründete im April 2004 unter dem Namen Clearbrook Capital Partners LLP in London eine eigene Venture-Capital-Firma. Saunders ist verheiratet mit Matthew Roeser, der auch im Bankgeschäft tätig ist. Sie sind Eltern von Zwillingen.